# Colobanthus apetalus
Colobanthus apetalus är en nejlikväxtart som först beskrevs av Jacques-Julien Houtou de La Billardière, och fick sitt nu gällande namn av George Claridge Druce. Colobanthus apetalus ingår i släktet Colobanthus, och familjen nejlikväxter. Utöver nominatformen finns också underarten C. a. alpinus.